# Heinrich Heinlein

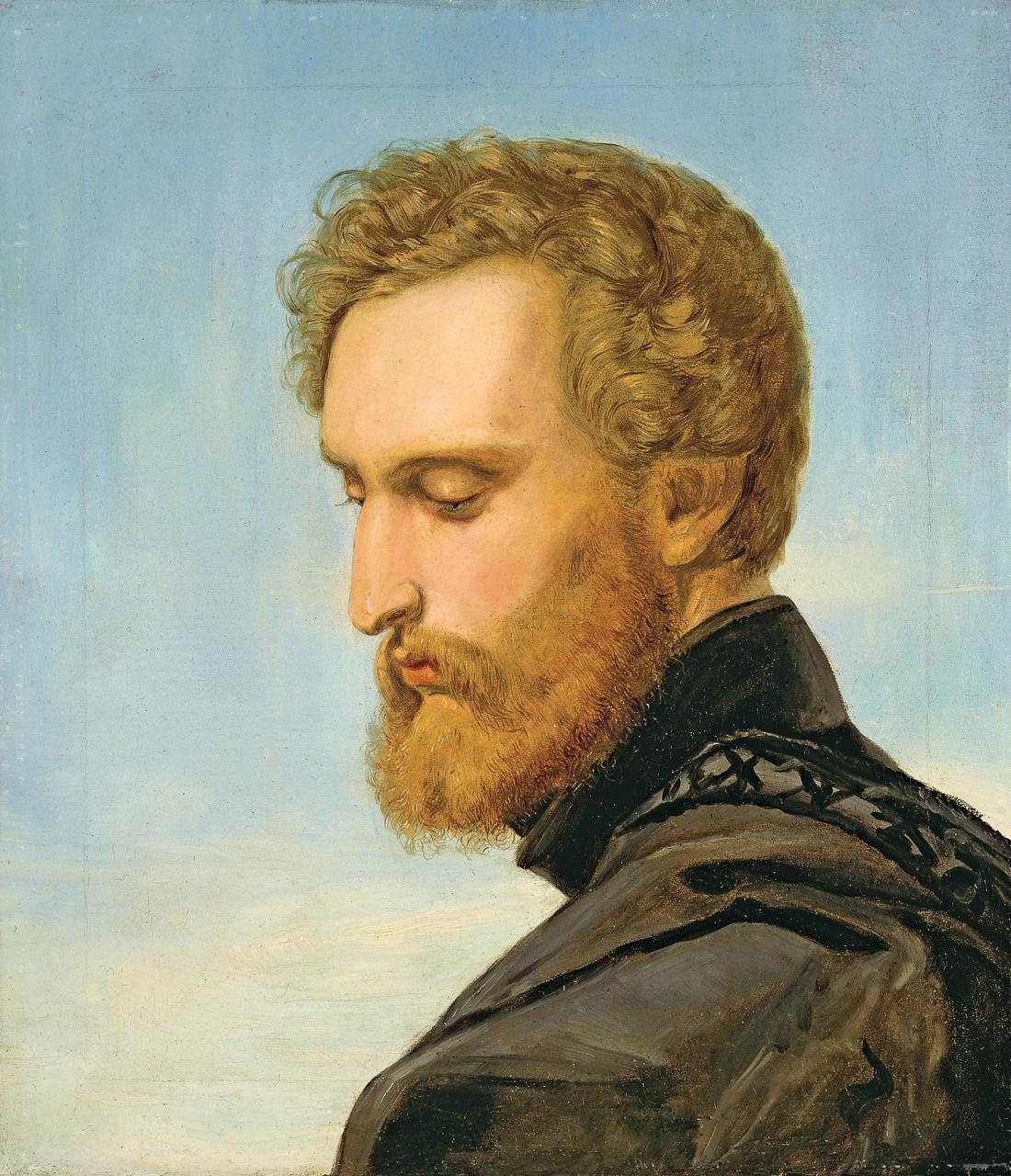
Wilhelm von Kaulbach: Porträt des Malers Heinrich Heinlein

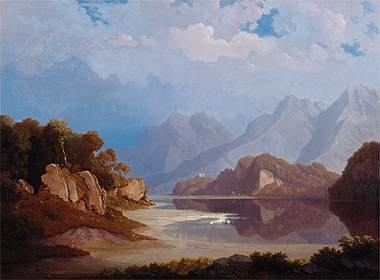
Heinrich Heinlein: Landschaft bei Hohenschwangau mit dem Schwanensee, 1839

Heinrich Heinlein (* 3. Dezember 1803 in Weilburg; † 8. Dezember 1885 in München) war ein deutscher Maler.

## Leben
Heinlein entstammte einer Mannheimer Zuckerbäckerfamilie. Sein Vater war als Konditor am Hofe des Fürsten von Nassau-Weilburg angestellt. Seine Mutter (eine geborene Riedel) war eine Tochter eines Baumeisters Johann Gottlieb Riedel aus Bayreuth. Sie war die Schwester von Heinrich August, Heinrich Karl und Karl Christian Riedel und betätigte sich als Pastell- und Porträtmalerin. Sie war die Tante von Eduard und August Riedel.
Heinlein besuchte zunächst ein Gymnasium und wurde zur Laufbahn als Kaufmann bestimmt. Er fühlte sich mehr zur Kunst hingezogen und studierte in Mannheim Architektur, ehe er 1822 nach München übersiedelte, um sich an der Akademie weiterzubilden und sich ab 1823 aktiv dem Studium der Landschaftsmalerei zu widmen. 1825 bereiste er die Schweiz, Tirol, Oberitalien und Wien. 1830 ließ er sich erneut in München nieder, wo er fortan die Landschaftsmalerei im romantischen Sinn kultivierte. Er entnahm seine Motive vorzugsweise den deutschen und österreichischen Alpen, wobei er den Schwerpunkt auf Großartigkeit des Charakters legte. So schätzte er besonders den dunklen, von schroffen Felswänden umgebenen Oberen Gosausee.
Er war Ehrenmitglied der Münchner und Wiener Akademie der Künste. Heinlein war verheiratet und hatte mehrere Kinder.
In der Kaiserzeit war er so beliebt, dass ihm die Allgemeine Deutsche Biographie vier Seiten widmete.
Grabstätte
Die Grabstätte von Heinrich Heinlein befand sich auf dem Alten Südlichen Friedhof in München (Gräberfeld 15, Reihe 1, Platz 17/18).